# 健力
健力（英語：powerlifting），是一種借助舉起槓鈴來鍛鍊肌肉的運動，分成深蹲、臥推、硬拉三個項目。它雖然發源自舉重，但與奧林匹克舉重分別為兩種競技項目，健力舉起槓鈴（Barbell）的動作方式、允許使用或穿著的輔助器材都與奧林匹克舉重不同。雖然健力與奧林匹克舉重都取總舉起重量之和作為得分計算的基礎，但健力三項與奧林匹克舉重兩項之間不能直接對比成績高低，其中各個分項的動作方式都不同。即使是健力選手之間，逐項比較重量成績也與比較總成績同樣具有分析價值。
健力為各種運動負重訓練之基礎，因其務求以最短推舉距離，完成三項最基本的舉重動作，在簡化動作的前提下試圖盡可能舉起最大重量，因此，相對於動作更為複雜、難度更大的奧林匹克舉重，健力各分別單項所舉起槓鈴的重量常常超過舉重，故又名「力量舉重」或「超級舉重」（Powerlift）。

## 竞赛组织
根据所在组织（協會、聯盟）的不同，每个运动员在每個單項上可以有3~4次试举机会。运动员在每个单项上不犯規的最好成绩，加總成他的总成绩。如果两个以上的运动员三項總成績相等，則体重较轻的运动员名次占先。
运动员在竞赛时和相同性别、体重级别、年龄段的其他运动员分在一起。
不同的健力组织舉行的賽事，選手允許使用及佩戴的裝備有不同的规则，通常有裝備及無裝備分別單獨計列成績排名。參見以下「裝備」部分。
大部分健力比賽中男子、女子選手使用的槓鈴長度是相等的。健力舉使用的槓鈴有7'英尺、2.2m米等不同長度；45lbs磅、20kg公斤等不同重量；28mm毫米、28.5mm毫米、29mm毫米等不同握桿直徑。僅以美國為例，某些健力聯盟舉辦的競賽中，蹲舉項目的槓鈴可能使用長度更長、重達65磅（29）的蹲舉槓鈴（Texas bar或Squat bar）。某些健力比賽中，女子選手各單項會使用較短較輕的女士槓鈴。不同槓鈴的規定並不影響總推舉成績的計算。

## 单项

### 深蹲
运动员站到深蹲架后面，深蹲架上装好杠铃。从后面抓住杠铃杆，将 它放置在斜方肌上，收缩肩胛骨，由肩胛骨、斜方肌、三角肌后束形成“杠铃支撑架”。握距越窄，“杠铃支撑架”越坚固。这种低杠深蹲姿势使杠铃杆更接近运动员的重心，在运动过程中能更有效地利用臀部力量。运动员扛起杠铃后退（有些组织使用monolift，它在运动员准备好下蹲之前能够一直支撑住杠铃），下蹲，直到髋关节低于膝关节。失败的情形包括：站起过程中出现任何向下的运动、助手碰到杠铃、运动员下蹲的深度不够、运动员没有仅仅依靠自己的力量将杠铃放回深蹲架。全装备深蹲的最高纪录是由以色列运动员、现在定居于美国的Vladislav Alhazov创造的1,250磅（570）。

### 卧推
运动员躺在臥推凳上。在助手的帮助下，从卧推架上取下杠铃，将杠铃下降到胸部後暂停，再向上推起，直到两臂伸直，最后将杠铃放回卧推架。失败的情形包括：杠铃向上推起前没有暂停（在一些组织中，由裁判明确发出指令），杠铃杆没有接触胸部（很多组织中，杠铃杆接触腹部也可以，这可以大大缩短杠铃运动距离），杠铃上升过程中碰到卧推架，杠铃上升过程中出现任何向下的运动，双脚移动，臀部离开凳面。全装备卧推的最高纪录是Ryan kennelly创造的1,050磅（480）。

### 硬舉
杠铃放在地板上。运动员俯身握住杠铃杆，将杠铃向上拉起，直到腿部和背部伸直。接着，在有控制的情况下将杠铃放回地板上（通常由裁判发出指令）。失败的情形包括：没有站直，杠铃上升过程中出现任何向下的运动，利用杠铃和大腿的摩擦向上助力。有时，如果运动员将杠铃扔回地板上，也会被判失败。全装备硬拉的最高纪录是运动员Zydrunas Savickas创造的1,155磅（524）。

## 健力与奥林匹克举重
和奥林匹克举重相比，健力的杠铃运动距离要短得多。
这两项运动的流行有地域特征。奥林匹克举重主要流行于东欧和亚洲（如俄罗斯、土耳其、伊朗、中国大陆），而健力主要流行于西欧和北美。然而，力量举的爱好者来自世界各地，俄罗斯、乌克兰、波兰、印度尼西亚、台湾都出现过力量举世界冠军和世界纪录创造者。

## 裝備使用的各種規則
不同的健力组织（協會、聯盟）所舉行的競賽有不同的规则。一些组织，如ADAU和100% Raw，禁止使用健力装备。一些组织，如IPF和AAU，只允许使用单层聚酯纤维的卧推背心、硬拉背心、深蹲背心、护膝、护腕、举重腰带。一些组织，如 IPA和WPO，允许使用背部开口和不开口的卧推背心，多层卧推背心，材料可以是帆布、粗棉布、聚酯纤维等。通常不同健力組織的同一項賽事中，會分別設置允許使用裝備健力舉、無裝備健力舉為兩組賽事，於不同的時間競賽，單獨紀錄不同的記錄和得分成績。

## 健力世界纪录
- 全装备深蹲：戴夫·霍夫（Dave Hoff） 的577.5（1,273磅）
- 无装备深蹲：瑞伊·奧蘭多·威廉斯（Ray Orlando Williams）的490（1,080磅）
- 全装备卧推：提尼·米克爾（Tiny Meeker） 的500（1,100磅）
- 无装备卧推：朱利葉斯·馬多克斯（Julius Maddox）的782.6磅（355.0）
- 全装备硬拉：哈弗波·朱利尔斯·比昂森（Hafþór Júlíus Björnsson）的501（1,105磅）
- 全装备硬拉：扎德鲁纳斯·塞维克斯（Zydrunas Savickas）的1,155磅（524）（輪胎）
- 无装备硬拉：本尼迪克特·马格努森（Benedikt Magnússon） 的1,015磅（460）
- 全装备力量举总成绩：唐尼·汤普森（Donnie Thompson）的1,318（2,906磅）

## 外部連結
- （英文） 國際健力聯合會（IPF） （页面存档备份，存于）
- （中文） 中華民國健力協會
- （中文） 香港健力聯盟 (HKPF) （页面存档备份，存于）
- （英文） 互动举重数据库  （页面存档备份，存于）